# 北盘江大桥 (水红铁路)
水柏铁路北盘江大桥是2001年至2016年间的世界桥面高度最高的铁路桥，位于贵州省六盘水市附近，跨越北盘江。桥型为上承式拱桥，最大高度为275米，主跨为236米，于2001年建成。01年建成时承载水柏铁路，04年9月，铁道部将盘西铁路柏果至红果段并入水柏铁路，更名为水红铁路。沪昆高铁北盘江大桥通车後，在2016年到2024年，被印度奇納布河鐵路大橋超越前，此之間为世界桥面高度最高的铁路桥。